# Grecia Castro
Esther Castro López Grecia, född 5 mars 2001 i Sinaloa, Mexiko, är en volleybollspelare (vänsterspiker). Hon spelar med Mexikos landslag.
Castro har spelat med olika klubbar i Mexiko och Portugal. Med seniorlandslaget deltog hon i VM 2018. Hon har förutom med seniorlandslaget även spelat med Mexikos olika juniorlandslag och med dem tagit medaljer i nord- och panamerikanska mästerskap.